# Spoon Records
Spoon Records est un label discographique indépendant fondé en 1974 pour le groupe de Krautrock Can, et dirigé par Hildegard Schmidt, compagne du claviériste Irmin Schmidt.